# Крила орлова
Крила орлова (енгл. The Wings of Eagles) је амерички филм из 1957. који је режирао Џон Форд. Филм је заснован на животу и писањима Френка Вида, који је у филму познат као Франк В. „Спиг“ Вид кога глуми Џон Вејн.

## Улоге
- Џон Вејн ... Франк В. „Спиг“ Вед
- Ден Дејли ... „Џагхед“ Карсон
- Морин О'Хара ... Мин Вид
- Ворд Бонд ... Џон Доџ
- Кен Кертис ... Џон Дејл Прајс
- Едмунд Лоу ... адмирал Мофет